# أحمد خاتمي
آية الله أحمد خاتمي (الفارسية: احمد خاتمی) (مواليد 8 مايو 1960) هو رجل دين مسلم إيراني بارز، عضو في مجلس صيانة الدستور وعضو بارز في مجلس الخبراء. في كانون الأول 2005، عينه علي خامنئي إمام صلاة الجمعة البديل في طهران. وهو أيضًا سياسي محافظ وأصولي.

## السيرة
وُلد في مدينة سمنان، في إيران البهلوية. درس في الحوزات العلمية في قم وسمنان.
لا تربطه صلة قرابة بمحمد خاتمي وأفراد عائلته.

## الجدل
في عام 2006، أثناء جدل البابا بنديكت السادس عشر حول الإسلام، طلب خاتمي من البابا أن "يركع على ركبتيه أمام رجل دين مسلم كبير ليتواضع ويحاول فهم الإسلام"، وكان من رجال الدين المسلمين القلّة الذين ردّوا رسميًّا على البابا.
في عام 2007، تناول حكم الإعدام الذي أصدره الإمام الخميني ضد سلمان رشدي بعد كتاباته الآيات الشيطانية، قائلًا "في إيران الإسلامية، لا تزال الفتوى الثورية للإمام [الخميني] حية ولا يمكن تغييرها".
فيما يتعلق باحتجاجات الانتخابات الإيرانية عام 2009، ندد خاتمي بالمتظاهرين باعتبارهم مثيري شغب، واتهم المرشحين الرئاسيين الإصلاحيين مير حسين موسوي ومهدي كروبي من المحارب بأنهما "زعيمان للفتنة" في عام 2011 م.
كان خاتمي من أشد منتقدي الصهاينة واتهم "التيار الصهيوني الأولي" بارتكاب جرائم ضد المسلمين منذ الأيام الأولى للإسلام"، وصرّح على خلفية تطبيع الدول العربية مع إسرائيل: "إذا كان العرب يريدون ترك الفلسطينيين وحدهم، فليعلم الفلسطينيون أن لديهم إخوةً في الإسلام من غير العرب"؛ وقد لقّبتهم الصحف الغربية بمعادي السامية.

## طالع أيضًا
- خامنئي
- إمامي كاشاني
- أبو ترابي فرد[الإنجليزية]
- موحدي كرماني
- الحاج علي أكبري[الإنجليزية]
- صلاة الجمعة

## روابط خارجية
- وسائط متعلقة بـ أحمد خاتمي في كومنز.
- - ويكي اقتباس